# یواس‌اس چایلدز (دی‌دی-۲۴۱)
یواس‌اس چایلدز (دی‌دی-۲۴۱) (به انگلیسی: USS Childs (DD-241)) یک کشتی بود که طول آن 314 feet 4 inches (95.81 m) بود. این کشتی در سال ۱۹۲۰ ساخته شد.